# Êta aquarides

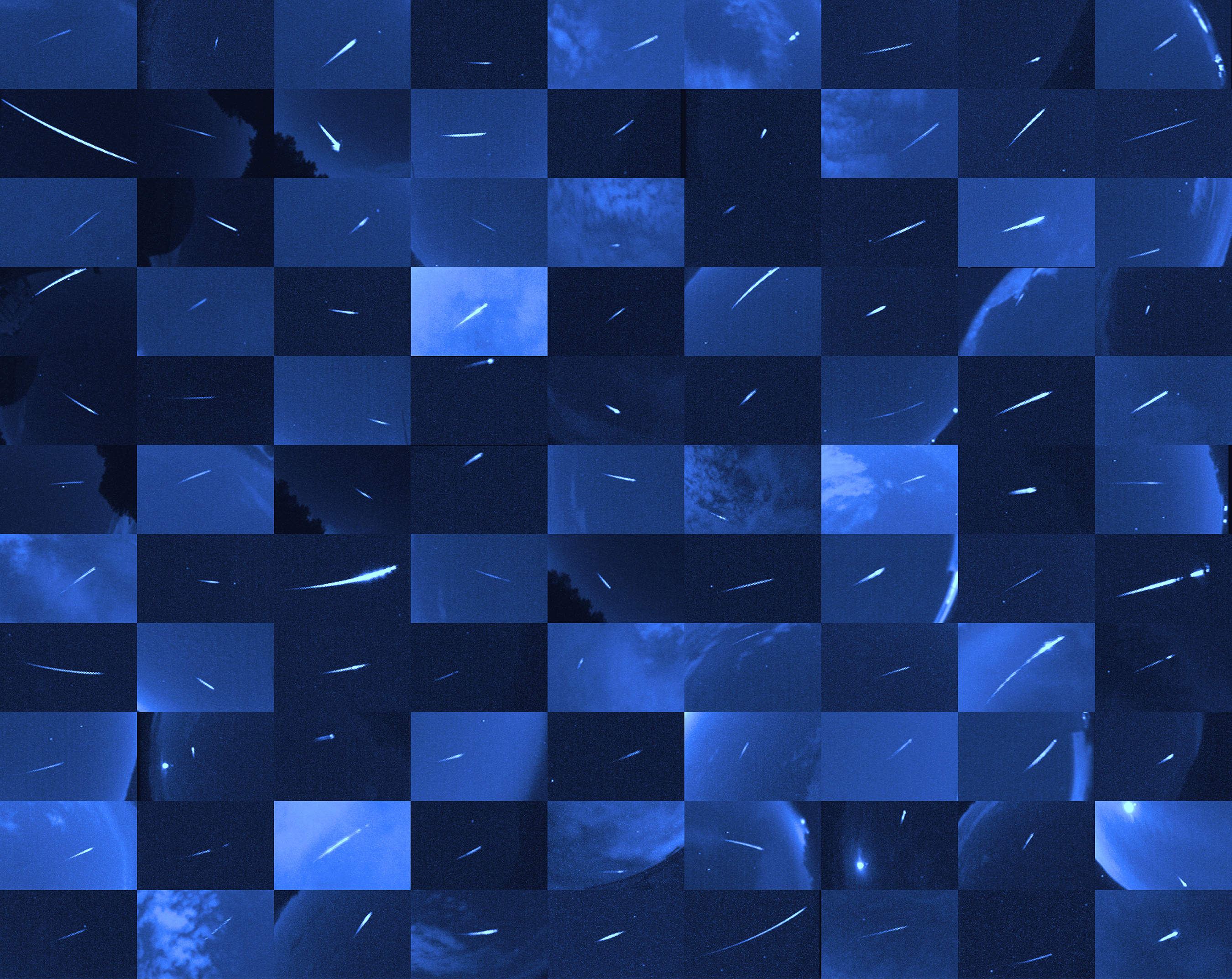

Les Êta aquarides sont une pluie d'étoiles filantes associée à la comète de Halley, tout comme les Orionides, la Terre croisant sa trajectoire deux fois par révolution solaire.
Le phénomène est visible chaque année, au printemps, entre fin avril et début mai avec un pic d'activité le 6 mai.

## Observation
Les Êta aquarides tirent leur nom du fait que leur radiant se situe dans la constellation du Verseau, à proximité d'une de ses étoiles les plus brillantes, Eta Aquarii. 
Les Êta aquarides ne sont pas la pluie d'étoiles filantes la plus spectaculaire, avec un maximum d'une douzaine de météores par heure. En 2005, la pluie fut aisément observable car elle survint au voisinage d'une nouvelle lune.
Les Êta aquarides, comme toutes les pluies de météores, sont à observer de préférence quelques heures avant l'aube, loin des lueurs des éclairages urbains.